# Castela calcicola
Castela calcicola är en bittervedsväxtart som först beskrevs av Britt. & Small, och fick sitt nu gällande namn av Erik Leonard Ekman och Ignatz Urban. Castela calcicola ingår i släktet Castela och familjen bittervedsväxter. Inga underarter finns listade i Catalogue of Life.